# Smartism
Smartism eller Smarta Sampradaya är en religiös inriktning inom hinduismen. Den kännetecknas av advaita vedanta, och skiljer sig från vaishnavism och shaivism genom sin uppfattning att samtliga hinduiska gudomar kan dyrkas likvärdigt som aspekter av en och samma gud. Denna gud beskrivs och förstås som brahman, i meningen världssjäl som samtidigt är liktydig med den individuella människosjälen, atman.